# Diócesis de Corumbá
La diócesis de Corumbá (en latín: Dioecesis Corumben(sis) y en portugués: Diocese de Corumbá) es una circunscripción eclesiástica latina de la Iglesia católica en Brasil, sufragánea de la arquidiócesis de Campo Grande. La diócesis tiene al obispo João Aparecido Bergamasco, S.A.C. como su ordinario desde el 19 de diciembre de 2018. 

## Territorio y organización
La diócesis tiene 64 961 km² y extiende su jurisdicción sobre los fieles católicos de rito latino residentes en 2 municipios del estado de Mato Grosso del Sur: Corumbá y Ladário.
La sede de la diócesis se encuentra en la ciudad de Corumbá, en donde se halla la Catedral de Nuestra Señora de la Candelaria.
En 2019 en la diócesis existían 8 parroquias.

## Historia
La diócesis fue erigida el 5 de abril de 1910 con la bula Novas constituere del papa Pío X, obteniendo el territorio de la diócesis de Cuiabá, la cual fue simultáneamente elevada al rango de arquidiócesis metropolitana.
El 12 de mayo de 1914 cedió una porción de su territorio para la erección de la prelatura territorial de Registro do Araguaia (que luego se convirtió en diócesis de Guiratinga, hoy suprimida).
El 13 de julio de 1940 cedió otra porción de su territorio para la erección de la prelatura territorial de Chapada (hoy diócesis de Rondonópolis-Guiratinga) mediante la bula Quo christifidelibus del papa Pío XII.
El 2 de febrero de 1956, por decreto Cum de limitibus de la Congregación Consistorial, cedió las islas del río Paraná entre los afluentes Aguapeí y Peixe a la diócesis de Marília.
El 15 de junio de 1957 cedió otras porciones de su territorio para la erección por el papa Pío XII mediante la bula Inter gravissima de las diócesis de Campo Grande (ahora arquidiócesis) y de Dourados.
El 30 de enero de 1981 cedió otra porción de territorio para la erección de la diócesis de Jardim mediante la bula Spiritalibus necessitatibus del papa Juan Pablo II.

## Estadísticas
De acuerdo al Anuario Pontificio 2020 la diócesis tenía a fines de 2019 un total de 100 260 fieles bautizados.
| Año                                                                             | Población            | Población | Población      | Sacerdotes | Sacerdotes    | Sacerdotes    | Bautizados por sacerdote | Diáconos permanentes | Religiosos | Religiosos | Parroquias |
| Año                                                                             | Bautizados católicos | Total     | % de católicos | Total      | Clero secular | Clero regular | Bautizados por sacerdote | Diáconos permanentes | Varones    | Mujeres    | Parroquias |
| ------------------------------------------------------------------------------- | -------------------- | --------- | -------------- | ---------- | ------------- | ------------- | ------------------------ | -------------------- | ---------- | ---------- | ---------- |
| 1950                                                                            | 400 000              | 420 000   | 95.2           | 83         |               | 83            | 4819                     |                      | 118        | 119        | 21         |
| 1966                                                                            | 220 000              | 228 000   | 96.5           | 26         | 3             | 23            | 8461                     |                      | 26         | 66         | 14         |
| 1970                                                                            | ?                    | 250 000   | ?              | 22         | 2             | 20            | ?                        |                      | 24         | 69         | 12         |
| 1976                                                                            | 250 000              | 270 000   | 92.6           | 22         | 4             | 18            | 11 363                   |                      | 24         | 50         | 14         |
| 1980                                                                            | 269 000              | 301 000   | 89.4           | 31         | 5             | 26            | 8677                     |                      | 30         | 57         | 13         |
| 1990                                                                            | 90 000               | 120 000   | 75.0           | 11         | 2             | 9             | 8181                     |                      | 10         | 25         | 5          |
| 1999                                                                            | 76 415               | 101 887   | 75.0           | 11         | 4             | 7             | 6946                     |                      | 8          | 16         | 5          |
| 2000                                                                            | 76 622               | 102 163   | 75.0           | 12         | 3             | 9             | 6385                     |                      | 10         | 16         | 5          |
| 2001                                                                            | 85 000               | 100 300   | 84.7           | 10         | 1             | 9             | 8500                     |                      | 11         | 12         | 5          |
| 2002                                                                            | 85 000               | 102 680   | 82.8           | 14         | 6             | 8             | 6071                     | 1                    | 10         | 14         | 6          |
| 2003                                                                            | 85 000               | 102 680   | 82.8           | 14         | 6             | 8             | 6071                     |                      | 10         | 13         | 5          |
| 2004                                                                            | 85 000               | 102 680   | 82.8           | 13         | 3             | 10            | 6538                     |                      | 12         | 11         | 5          |
| 2006                                                                            | 87 100               | 105 300   | 82.7           | 12         | 4             | 8             | 7258                     | 2                    | 13         | 13         | 5          |
| 2013                                                                            | 95 500               | 115 500   | 82.7           | 16         | 5             | 11            | 5968                     | 2                    | 14         | 10         | 7          |
| 2016                                                                            | 97 900               | 118 400   | 82.7           | 13         | 6             | 7             | 7530                     | 2                    | 8          | 7          | 9          |
| 2019                                                                            | 100 260              | 121 260   | 82.7           | 16         | 8             | 8             | 6266                     | 3                    | 22         | 7          | 8          |
| Fuente: Catholic-Hierarchy, que a su vez toma los datos del Anuario Pontificio. |                      |           |                |            |               |               |                          |                      |            |            |            |

## Episcopologio
- Cyrillo de Paula Freitas † (13 de marzo de 1911-8 de febrero de 1918 renunció)
- Helvécio Gomes de Oliveira, S.D.B. † (15 de febrero de 1918-18 de junio de 1918 nombrado obispo de São Luís do Maranhão)
- José Maurício da Rocha † (10 de marzo de 1919-4 de febrero de 1927 nombrado obispo de Bragança Paulista)
- Antônio de Almeida Lustosa, S.D.B. † (17 de diciembre de 1928-10 de julio de 1931 nombrado arzobispo de Belém do Pará)
- Vicente Maria Bartholomeu Priante, S.D.B. † (13 de mayo de 1933-4 de diciembre de 1944 falleció)
  - Sede vacante (1944-1948)
- Orlando Chaves, S.D.B. † (29 de febrero de 1948-18 de diciembre de 1956 nombrado arzobispo de Cuiabá)
- Ladislau Paz, S.D.B. † (28 de noviembre de 1957-5 de julio de 1978 retirado)
- Onofre Cândido Rosa, S.D.B. † (5 de julio de 1978 por sucesión-16 de febrero de 1981 nombrado obispo de Jardim)
- Vitório Pavanello, S.D.B. (26 de noviembre de 1981-26 de noviembre de 1984 nombrado arzobispo coadjutor de Campo Grande)
- Pedro Fré, C.SS.R. † (28 de octubre de 1985-2 de diciembre de 1989 nombrado obispo de Barretos)
- José Alves da Costa, D.C. † (8 de mayo de 1991-21 de julio de 1999 renunció)
- Mílton Antônio dos Santos, S.D.B. (31 de mayo de 2000-4 de junio de 2003 nombrado arzobispo coadjutor de Cuiabá)
- Segismundo Martínez Álvarez, S.D.B. † (7 de diciembre de 2004-19 de diciembre de 2018 retirado)
- João Aparecido Bergamasco, S.A.C., desde el 19 de diciembre de 2018